# Az ókori rómaiak földrajzi felfedezései

Területek római irányítás alatt
Római Köztársaság
Római Császárság
Nyugatrómai Birodalom
Keletrómai Birodalom

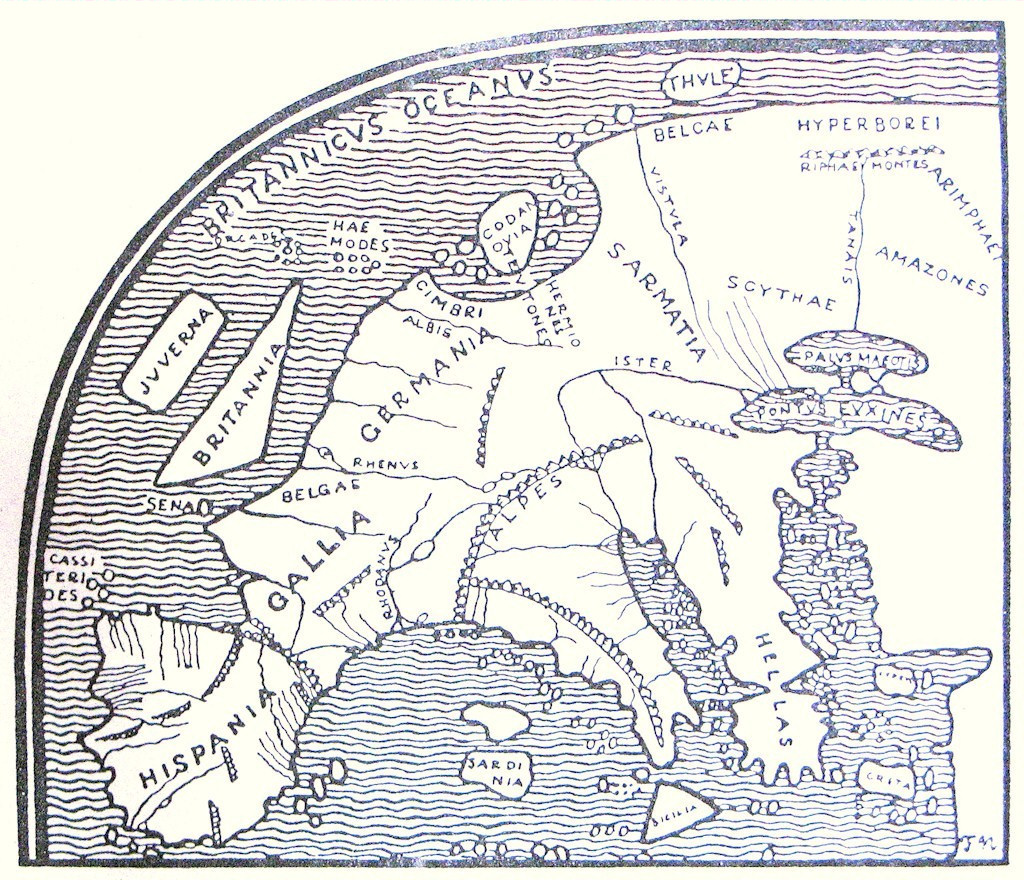
Pomponius Mela térképe Európáról

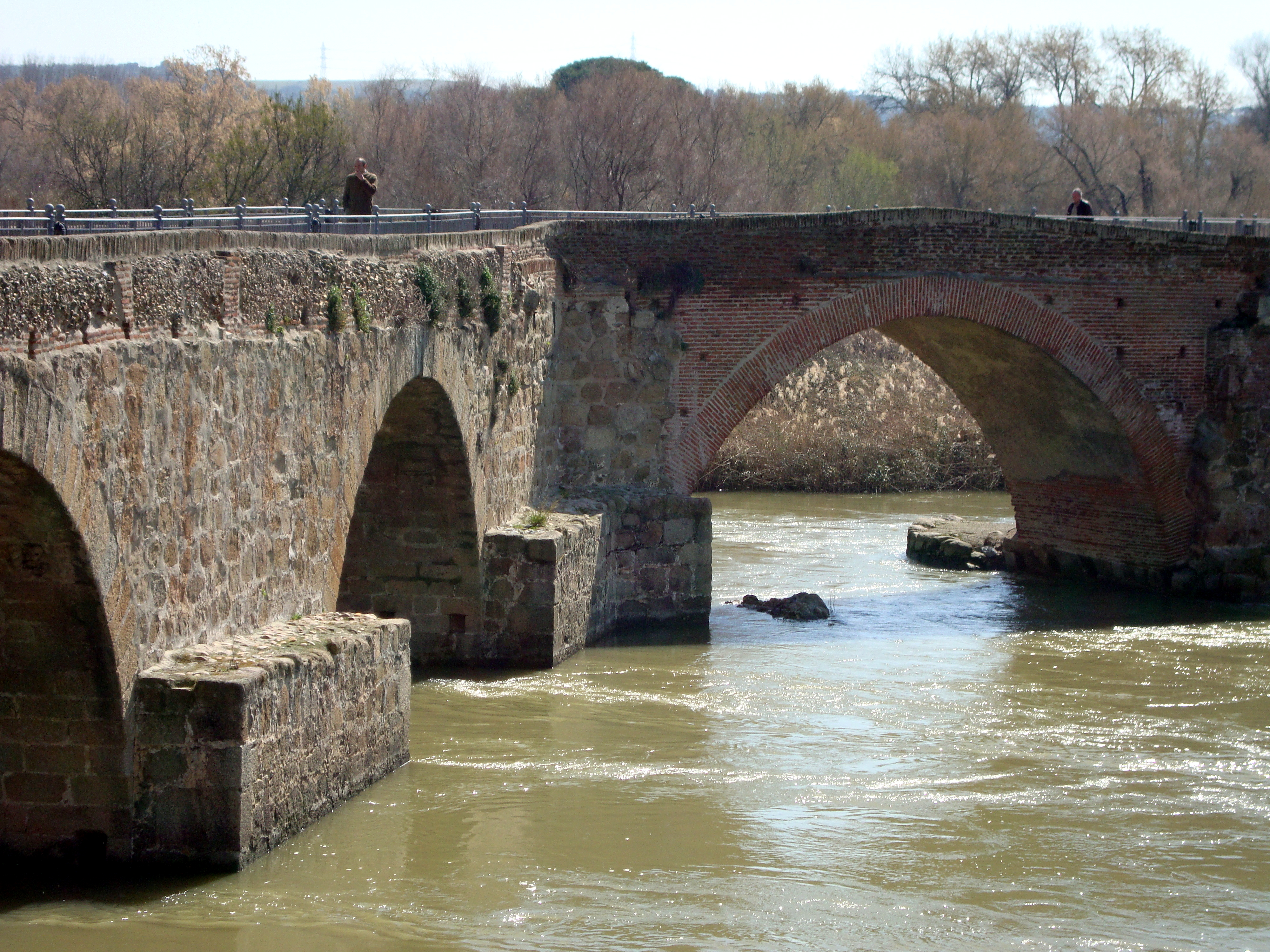
Római kori híd a Tajo folyón

Az ókori rómaiak által birtokolt valamennyi dél- és nyugat-európai tengerparti országot már Róma alapítása előtt felfedezték a föníciaiak és a görögök, valamint megkezdték Nyugat-Európa további megismerését is. A rómaiak bővítették a területről megszerzett ismereteket, és felfedezték Közép-Európát, jobban megismerték Kelet-Európát, Ázsia területéről viszont nem tudtak meg új dolgokat. Afrika partmenti és belsőbb vidékeire is eljutottak. Ismereteiket javarészt hódító háborúik illetve az azokat követő gyarmatosítás során, valamint kereskedők útján szerezték.

## Európa

### Nyugat-Európa
A rómaiak az i. e. 2. században már jól ismerték szűkebb hazájukat, az Appennini-félszigetet, a Földközi-tengeri szigeteket, és az Ibériai-félszigetet is. Ismerték a Pireneusokat, felfedezték a Mezetát, és a nagy folyók, az Anas (Guadiana), a Tagus (Tajo), a Durius (Duero) és az Iber (Ebro) medencéit is. Jól ismerték az Alpoknak azokat a hágóit, amiken át Hannibál is benyomult Itáliába. A massiliai görög telepesek segítségével Gallia déli részén is tanulmányozták a folyóvölgyeket: Rhodanus (Rhône), Garumna (Garonne), valamint a Jura hegységet és a Francia-középhegységet. Ugyanebben a században már ismerték az északabbra lévő nagy folyókat is, a Ligert (Loire), Sequanát (Szajna) és a Rhenust (Rajna). Az ebből a századból származó leírások már megemlítik azoknak a törzseknek a neveit (helvétek, belgák, sequánok), akik ezeken a területeken laktak.
A belgák területén túl a La Manche-csatorna kötötte össze Nyugat-Európát a Brit-szigetekkel. A rómaiak közül Julius Caesar lépett partra először Britanniában. Caesar hadjáratát tekinthetjük Britannia második felfedezésének (először a massiliai görög Pütheasz járt a szigeten az i. e. 4. században). A rómaiak ekkor már tudtak Ivernia (Írország) létezéséről is, de valószínűleg nem jártak ott, mert a sziget földrajzi fekvéséről téves nézeteik voltak. Britannia felfedezését az 1. században is folytatták, 43-ban a légiók Wales kivételével meghódították a sziget déli felét, északkeleten pedig elérték a Humber-folyót, északnyugaton pedig az Ír-tengert. 60 körül hódították meg az Anglesey szigetet. A sziget felfedezése 75-85 között fejeződött be Julius Agricola vezetésével, aki meghódította Walest és átkelt a Tay folyón. A Grampian-hegység lábánál pedig megverte a kaledón csapatokat. Britannia határa ennek ellenére délebbre került, a Clyde és a Forth torkolata közé. Ekkor állapították meg az Ír-sziget pontos földrajzi helyzetét, és a Tay torkolatából hajóhadat küldtek északra, és megállapították, hogy Britannia sziget. Pütheasz után ismét felfedezték az Orkney-szigeteket és meg is hódították. A közeledő tél miatt nem folytatták útjukat, annak ellenére, hogy láttak egy földet, amit az ultima Thulénak tartottak, és ami valószínűleg a Shetland-szigetekhez tartozott.

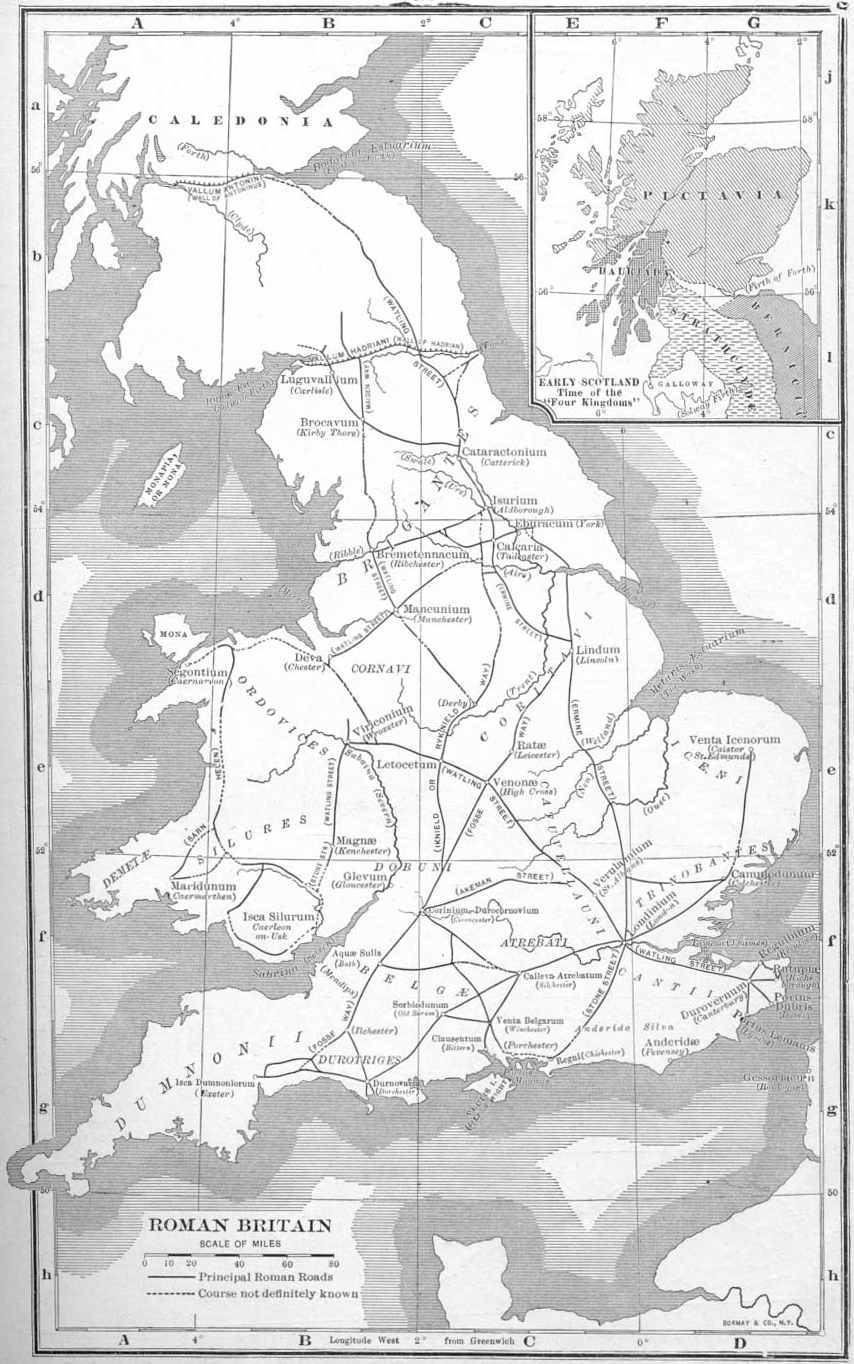
Britannia
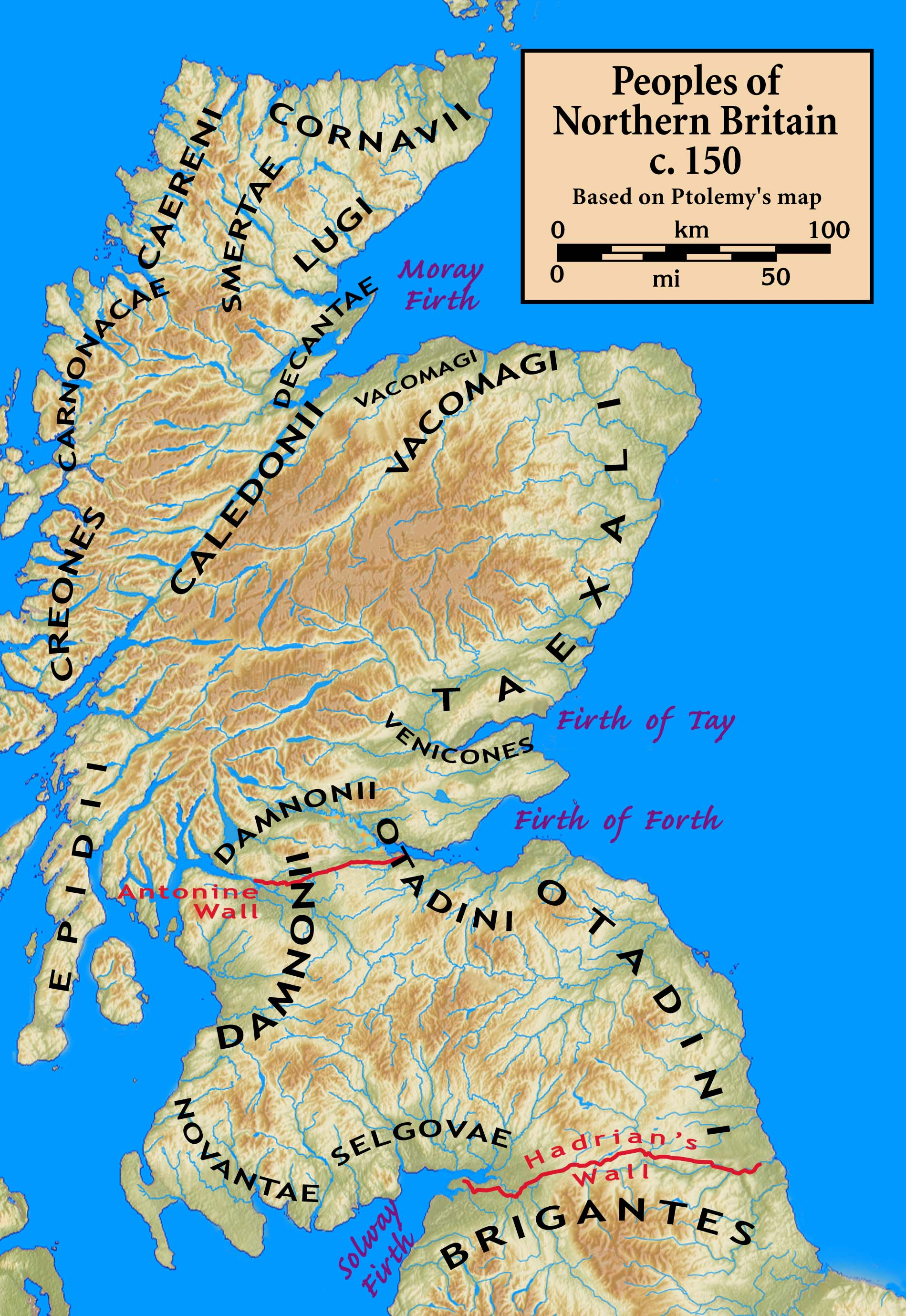
A Brit-szigetek északi részének ókori népei

### Közép-Európa

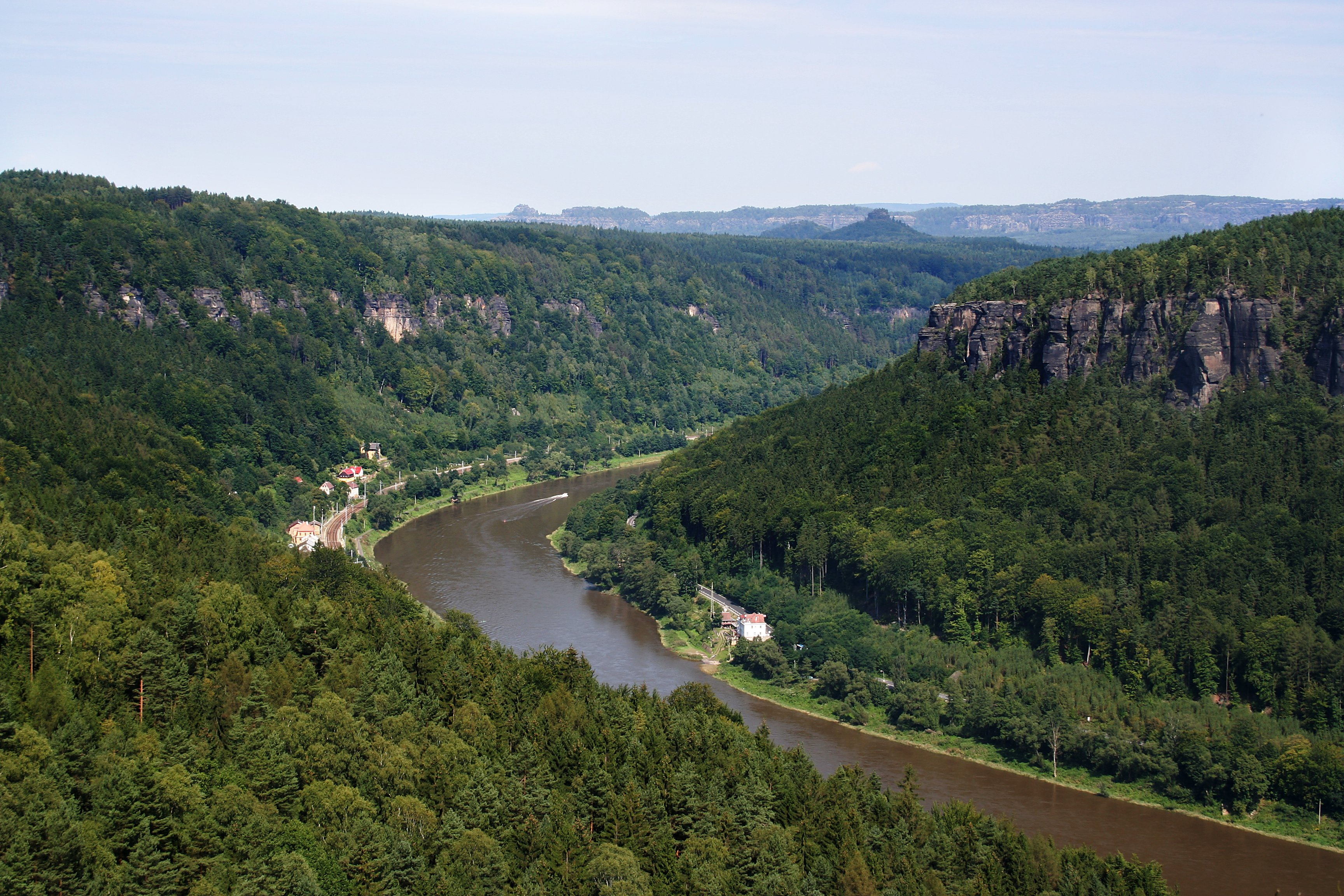
Az Elba

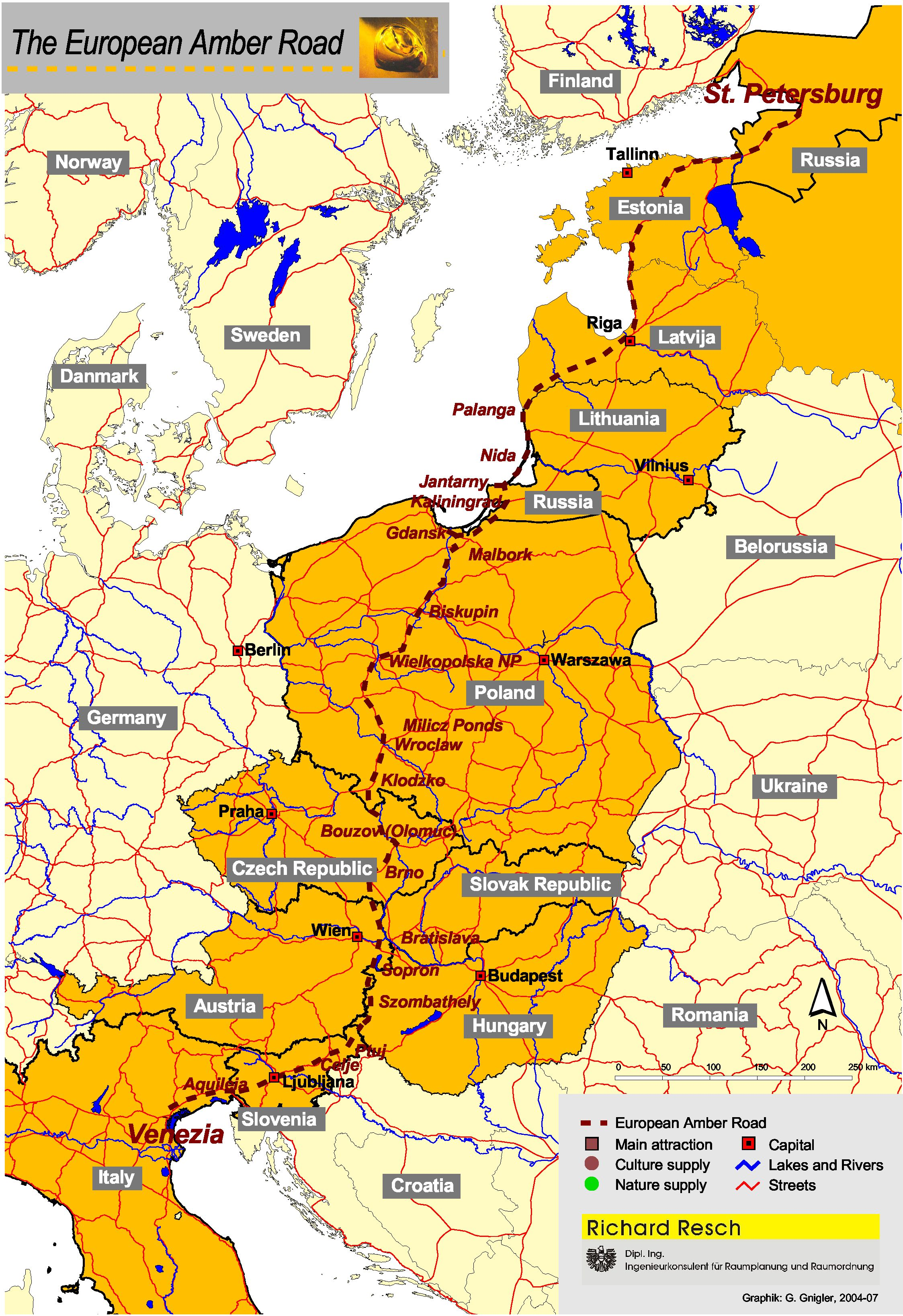
A borostyánút

A mediterrán világban az I. e. 4. századtól egészen Augustus koráig tartotta magát a Duna bifurkációjának gondolata, vagyis hogy a folyam két ágra oszlik és az egyik az Adriai-tengerbe, a másik a Fekete-tengerbe ömlik.
Az i. e. 1. században, Julius Caesar alatt meglehetősen hiányos adatok álltak a rómaiak rendelkezésére Nyugat-Germániáról, a birodalom határa ekkor a Rajna felső folyásától a torkolatig húzódott. I. e. 12-ben Claudius Nero Drusus vezetésével egy expedíció leereszkedett a Rajnán és az Alsó-Rajna keleti ágán kijutott az Északi-tengerre. Itt keletre fordultak, és elhaladtak az Amisia (Ems) torkolata mellett, eljutva a Bisurgus (Weser) folyóig, miközben felfedezték Germánia északnyugati partvidékét, és valószínűleg a Fríz-szigeteket is. A partszakasz itt sekély volt, és a hajók zátonyra futottak. Szárazföldön haladtak tovább kelet felé, és elérték az Albaist (Elba), Drusust azonban megölték a visszafelé vezető úton, i. e. 9-ben. A következő évben Tiberius és több más hadvezér is a Közép-Rajnától és Felső-Danubiustól (Duna) hajszoltak egy germán törzset kelet felé, így jutottak el az Elbáig, ezzel teljesen megismerték a folyót.
Tiberius ezután 4 és 6 között az Elba torkolatánál észak felé fordult és felfedezte a Kimber-félsziget nyugati részét és az ahhoz közeli szigeteket. Ennek az expedíciónak az eredményeit Mela Pomponius geográfus foglalta össze:
„Az Albais torkolatánál kezdődik egy nagy öböl, Codanus, amelyben számos nagyobb és kisebb sziget van. A szigetek közti távolság csekély, és ezért a tenger itt nem is hasonlít a tengerre. A szigetek között, valamint a szigetek és a szárazföld között a víz olyan, mintha egyforma, szűk csatornák hálózata lenne. Odébb a tengerpart kanyarodik, és egy hosszúkás öblöt képez. Itt élnek a kimberek és az utolsó germán törzs, a herminonok.” (III., 3.)
Később Mela azt is leírja, hogy ebben az öbölben található egy nagyobb sziget, Codanovia, ami valószínűleg a Skåne-félsziget Dél-Svédországban. Idősebb Plinius szerint Jütland északi végénél az expedíció látta (vagy hallott róla) a szkíták országát, valamint egy „rendkívül nedves és jéggel borított területet”. (II., 167) Ez az első – meglehetősen homályos – feljegyzés a rómaiak által a Balti-tengerről és a Botteni-öbölről. Azt hitték, hogy az Északi-tengerhez tartozik, ezért Skandináviát szigetnek vélték, Plinius is így ír róla.
9-ben a rómaiak visszahúzódtak a Rajnához, mivel a teutoburgi csatában vereséget szenvedtek a germánoktól. Ezután már sokkal kevesebb információ jutott el hozzájuk Közép-Európáról és főként annak északi részéről. Az 1. században nagyon keveset tudtak a Balti-tengerbe ömlő folyókról, csak a Wisla néven említett folyót lehet biztosan beazonosítani a Visztulával. A területet akkor kezdték jobban megismerni, amikor megnyílt a borostyánút. Az úton járó kereskedők sokat beszéltek a keleti-Baltikum lakóiról, főleg azokról, akik a szigeteken laktak, azonban ezeknek a történeteknek a jó része mese volt, amiket a földrajztudósok, köztük Mela és Plinius is elhittek. Mela azt írta a balti szigetekről:
„A Szarmata-földdel szemben helyezkednek el, ...azt beszélik, sőt, már hitelt érdemlő könyvekben is találkoztam vele, hogy ezeken a szigeteken ozonok laknak, akik csak vízimadarak tojásaival és zabbal táplálkoznak; a többi sziget lakói között sok lólábú van, másoknak pedig olyan nagy fülük, hogy az egész testüket beborítja és a fülük az egyetlen öltözékük.” (III., 6)
A mesék mellett azonban hiteles információk is elértek Rómába, többek között a venedikről, akik a Wisla mellett laktak.

### Kelet-Európa
A 2. században a földrajzi ismeretek bővültek, Tacitus már a finneket is leírta, akiken azokat a törzseket értették, akik a Wislától keletre laktak. Tacitus szerint a finnek:
„...fűvel táplálkoznak, ruhájuk állati bőr, fekhelyük a föld. Mindenük a nyíl, amelynek hegye vas hiányában, csontból van. A férfiak és a nők egyformán élnek, a nők mindenüvé követik a férfiakat. A gyerekeket a vadállatoktól és az esőtől csak a vesszőből font kunyhócska védi.”
Tacitus azonban a Wislától keletre eső földek földrajzi viszonyairól semmit sem ír. Kelet-Európát először Klaudiosz Ptolemaiosz írta le, aki ismereteit javarészt a keleti népek között járó kereskedőktől szerezte, akik azonban a vidéket elég zavarosan írták le. Ptolemaiosz Szarmataföldnek nevezi Kelet-Európát, amit a Tanaisz folyó (Don) két részre oszt, az európai és az ázsiai részre. Az ázsiai rész távolabbi, keleti határa a Rha (Volga). Erről a folyóról tudták, hogy délkeletiről délnyugatira változtatja a folyásának az irányát. Hallott a Kámáról is. A 2. században mindkét folyó fontos kereskedelmi úttá vált. Ezt az bizonyítja, hogy a korabeli térképeken megjelent a Volga és pontosabban írták le a Don folyását. A Volgán túl még két folyót írtak le, ezek valószínűleg a Jaik (Urál) és az Emba.
A domborzati viszonyokat elég kevéssé ismerték. Egyes hegyek leírásában felismerhető a Kárpátok, de a többi leírt hegyláncot nem lehet beazonosítani. Főként a "Hüperboreászi-hegyek" beazonosíthatatlanok, amik nyugatról keletre húzódtak a leírás szerint, a Volga mindkét forrásától északabbra, nem messze a sarkkörtől.

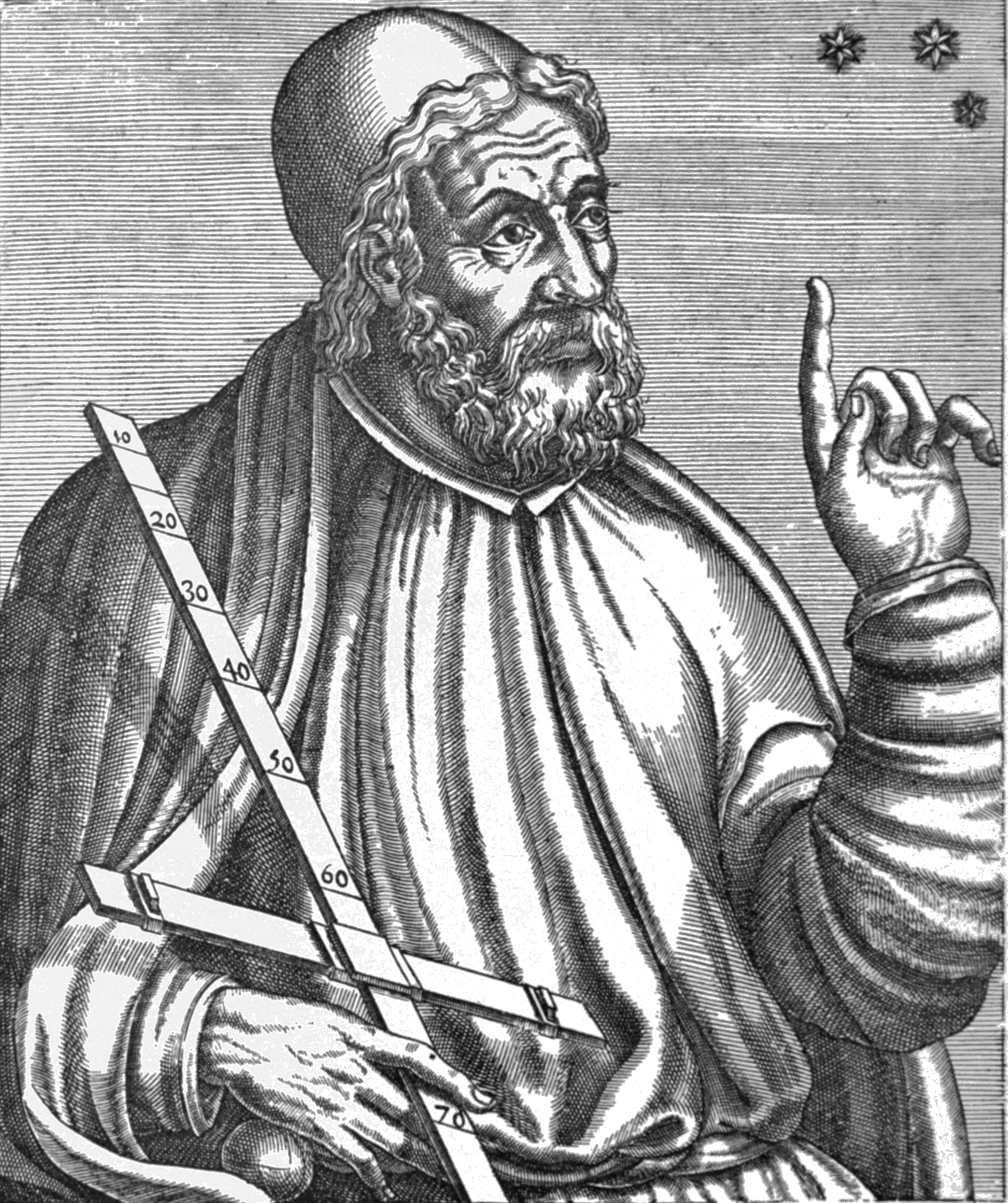
Ptolemaiosz barokk kori ábrázolása
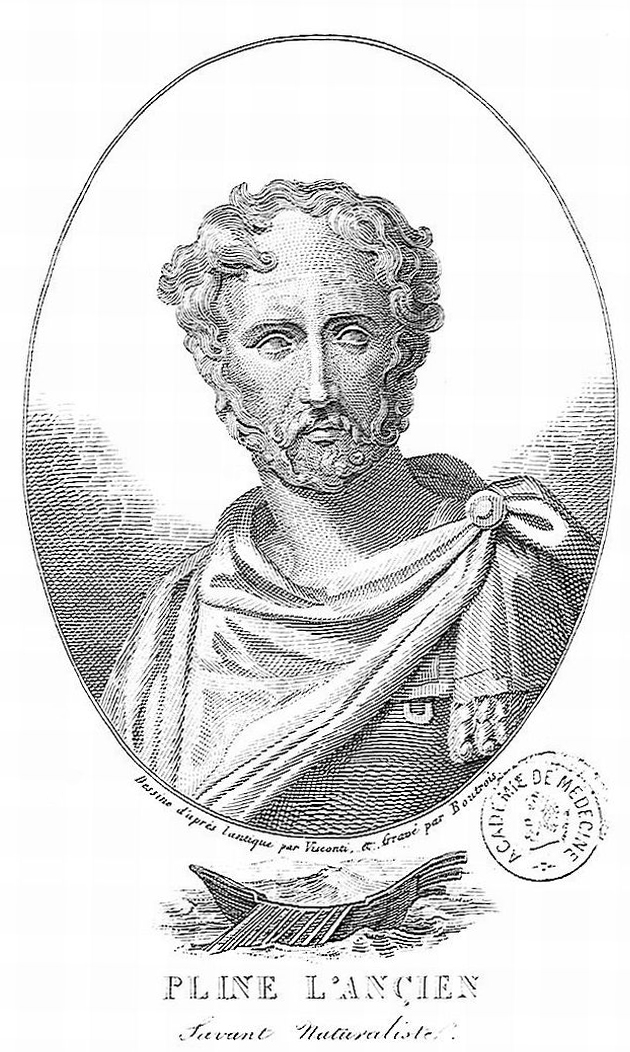
Idősebb Plinius elképzelt arcképe

## Ázsia
Ázsia földrajzáról a rómaiak szinte semmivel sem tudtak többet, mint a görögök. Néhány hibát javítottak csak ki, többek között Ptolemaiosz javított Kaszpi-tenger leírásán. Ő úgy gondolta, hogy a tenger egy zárt tó, de a partjait önkényesen állapította meg, és úgy vélte, hogy a Szir-darja és az Amu-darja is a tengerbe ömlik.
Kínát homályosan ismerték, mivel annak árui csak közvetítők útján értek el a Római Birodalomba. A selymet latinul sericumnak hívták, előállítóit pedig seresnek, így lett az ország latin neve Serica. Ptolemaiosz szerint a seresek a lakott terület északkeleti szélén éltek és csak szárazföldön át lehet hozzájuk eljutni. Geográfia című művében két részre osztotta Kínát. A seresekhez Párthiából karavánutak vezettek, a sinekhez pedig Indiából lehetett eljutni a tengeren át, mivel az országuk az Indiai-óceánnál terült el, a Nagy-Öbölnél, a seresek országától délre.
A rómaiak Aelius Gallus vezetésével hadjáratot indítottak Arábiába. Egyiptom egyik kikötőjéből hajózott át Arábiába, és a parttól eltávolodva néhány hónapig dél felé tartott. Feldúlta a Najran-oázist, és behatolt Boldog Arábiába (Jemen) de a Mariaba erődnél (ez valószínűleg Márib) megverték és ezért visszafordult.
Az időszámítás kezdetén már fel tudták használni utazásaikhoz a szabályosan változó monszunokat, amikor az Indiai-óceán nyugati tengerein hajóztak. Pseudo-Arrianus szerint Hippalus használta először a monszunt, amikor áthajózott az Arab-tengeren, Északkelet-Afrikából Indiába hajózva. A hajóút időpontjára vonatkozóan több elmélet van, az 1. század elejére, közepére, végére és a 2. század első felére egyaránt teszik. Pseudo-Arrianus szerint a rómaiak ekkor már jól ismerték az Arab-félsziget partvidékét, Dél-Iránt, Nyugat-Indiát egészen a Comorin-fokig, és néhány beljebb eső vidéket is. Ceylonról és a Bengáli-öbölről viszont még keveset tudtak.

## Afrika

### A partvidék

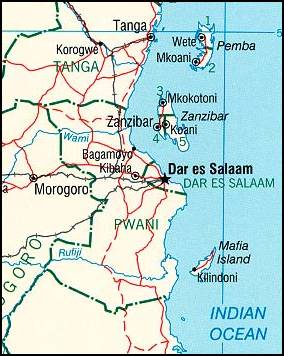
Tanzánia, Zanzibár és a Mafia-sziget

A Kék- és a Fehér-Nílus

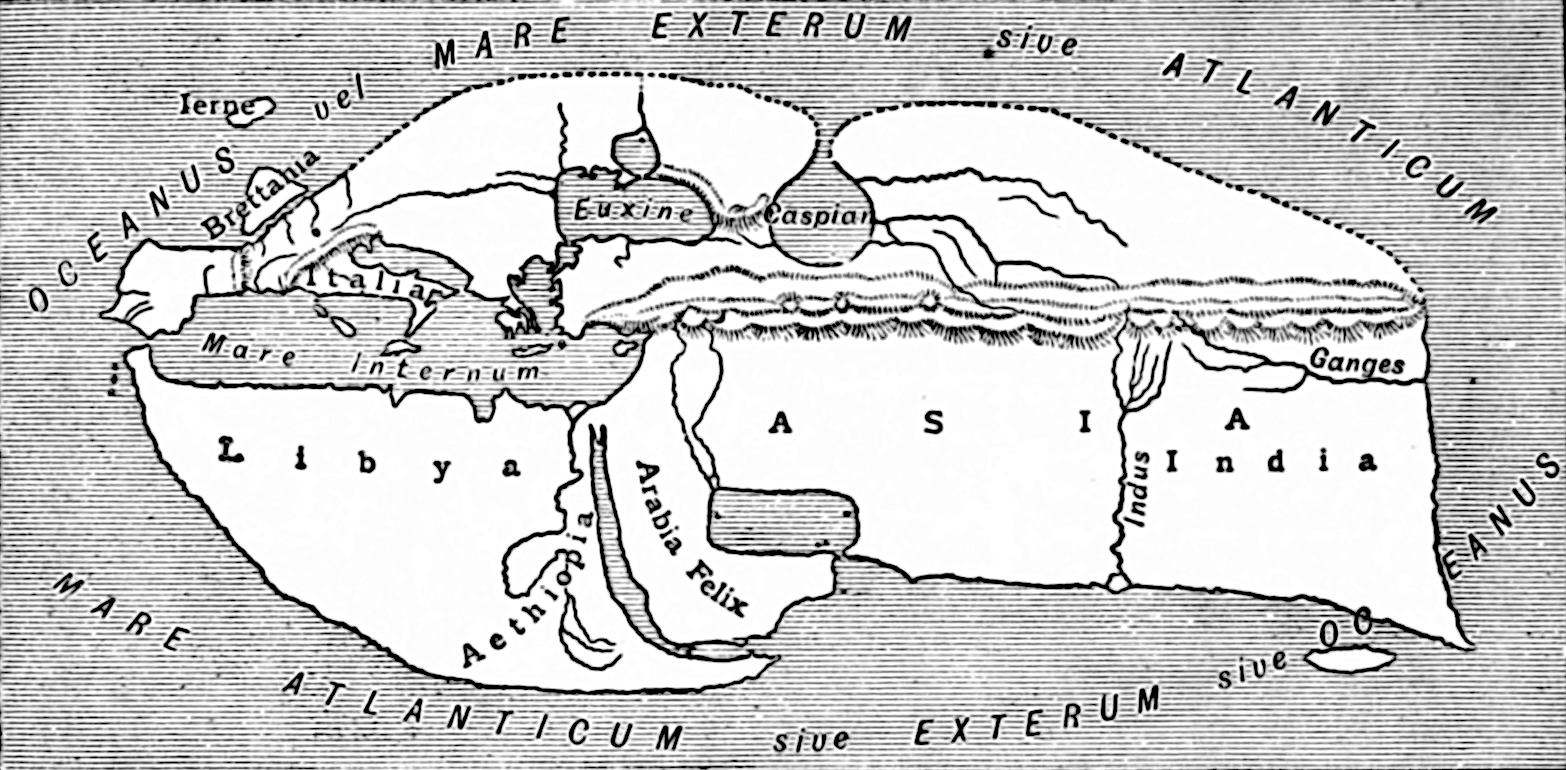
Sztrabón térképe a világról

A rómaiak először Afrika partmenti vidékeit keresték és fedezték fel. Polübiosz görög történész elkísérte Scipio Minort afrikai útjára, ami Karthágó elpusztításával végződött i. e. 146-ban. Scipio megbízásából Polübiosz ezután egy Afrika partjai mentén nyugatra haladó expedícióban vett részt. Egy görög kereskedő, Küzikosz Eudoxosz, aki már i. e. 120 és 115 között kétszer is elhajózott Indiába a Vörös-tengeren át, Afrika nyugati partjainál egy szigetet fedezett fel, ami alkalmasnak látszott arra, hogy gyarmatosítsák. Később azt is megpróbálta, hogy Cádizból indulva Afrika megkerülésével érje el Indiát. Az ő általa hátrahagyott anyagok nem voltak elegendőek ahhoz, hogy meg lehessen állapítani, hogy nyugat-Afrika mely vidékein járt, és az Afrikáról akkoriban kialakított képen sem változtatott az utazása. A Kanári-szigetekhez már az i. e. 2. században rendszeresen elhajóztak cádizi halászok. A szigetek első földrajzi leírása II. Juba mauritániai király nevéhez fűződik.
A kontinens keleti partvidékét már vagy háromötöd részben ismerték az i. e. 1. század közepén, egészen a 30. északi szélességtől (Szuezi-öböl) a 6. szélességi fokig (Zanzibár), de lehet, hogy a Mafia-szigetig is. Leírták a Szomáli-félszigetet, amit akkoriban Déli-szarvnak hívtak, és helyesen adták meg, hogy a part vonala a Fűszerek-fokánál (Guardafui-fok) nyugat-kelet irányú helyett déli, majd délnyugati irányú lesz. Pseudo-Arrianus szerint az akkoriban legutolsónak ismert város, Rapti után, ami Zanzibártól nyugatra vagy délnyugatra feküdt, a part hirtelen nyugatra fordul, de ez az elképzelés téves volt. Ennek ellenére ez az információ maradt hiteles egészen a 14. századig, és szerepet játszott a 15. századi portugál felfedezésekben. Az 1. század második felében már a rómaiak is kezdték benépesíteni Kelet-Afrika egyenlítőtáji vidékeit. Türoszi Marinosz három görög nevű tengerészt említ, egyikük,
„...valamiféle Diogenész, egyike azoknak, akik elhajóztak Indiába, visszafelé jövet másodszor is megközelítették a Fűszerek-fokát. Egy északi szél elragadta őket, és jobb kéz felől elhagyva Trogloditiát (Kelet-Afrika), 25 nap múlva elérték azokat a tavakat, amelyekből a Nílus ered és amelyektől meglehetősen délre van a Rapti-fok.”
Valószínű, hogy Diogenész nem érte el afrikai Nagy-tavakat, amiket csak szárazföldön lehet megközelíteni, csak arab kereskedőktől hallott róluk. Szintén tőlük hallhatott "hatalmas hegyekről" (Kilimandzsáró), amiknek a tetejét hó fedi. Ezeknek a hibás adatoknak a segítségével készítette el Ptolemaiosz hibás leírását a Nílus forrásáról, ami szerint a 10. déli szélességi fokon túl vannak a Hold-hegyek, amelyek nyugatról keletre húzódnak, és metszik azt a délkört, amin Alexandria is fekszik. A délkör mindkét oldalán szimmetrikusan helyezkedik el két tó, amiknek mindegyikét három folyó táplálja, ezek a Hold-hegyekben erednek. Ezenkívül minden tóból egy folyó ered északra, amik az egyenlítőn túl találkoznak és itt keletkezik a Nílus. Ezt a leírást egészen az 1860-as évekig vélték igaznak, akkor derült csak fény a Nílus igazi forrására.

### Afrika belsejében
Az időszámítás kezdetén már ismerték az afrikai földrész északi, tenger melletti részét, az Atlasz hegységről Sztrabón írt, aki az Atlanti-óceántól a Tuniszi-öbölig terjedő országokat Atlasz-országoknak hívta. I. e. 19-ben Lucius Cornelius Balbus seregével először hatolt be a Szaharába, miközben a garamant nomád törzs ellen harcolt. Előbb a Karthágótól délre lévő Ghadamesz-oázist foglalta el, majd keletre fordult, áthatolt a köves pusztaságon és átkelt az általa "Fekete-hegyeknek" nevezett magaslatokon, amik délnyugatra vannak a Nagy-Szirtisz-öböltől (Szidra-öböl), és a homoksivatagon át eljutott a Dzserma-oázishoz. Az egész hadjárat 25 napig tartott.
Az 1. században Türoszi Marinosz szerint még kettő hosszabb utat tettek meg dél felé, az egyiket Septimius Flaccus, aki "Líbiából indult útnak és három hónapi utazás után jutott el az etiópokhoz a garamantok országától délre.", a másikat Julius Maternus tette meg, aki a garamantok királyával együtt utazott négy hónapig, és elérték "Agaszimba országot, ahol az orrszarvúak tanyáznak.". Ptolemaiosz, hibásan, ezt az országot messze az egyenlítőn túlra helyezte. A középkori nagy felfedezések koráig Agaszimbát a lakott világ szélének gondolták. A fenti utazásokon túl semmilyen írás és információ nem maradt fent arról, hogy a rómaiak átszelték a Szaharát. Ptolemaiosz Afrikának ezt a részét számos olyan földrajzi hellyel látta el, amik közül egyet sem lehet teljesen beazonosítani.
Az 1. század második felében a Nílus-völgyében kalandoztak, megismerték az Etióp-magasföldet, az Atbara folyót és a Kék-Nílust. Az egyik légió messzire eljutott a Fehér-Níluson, és átkeltek a folyó mocsaras részén is, amit annyira elleptek a vízinövények, hogy még kis csónakok sem tudtak átkelni rajta. Ez a szakasz Bahr-el-Ghazaltól a keskeny hegyszorosig tart, ahol a folyó vízeséseket alkot.

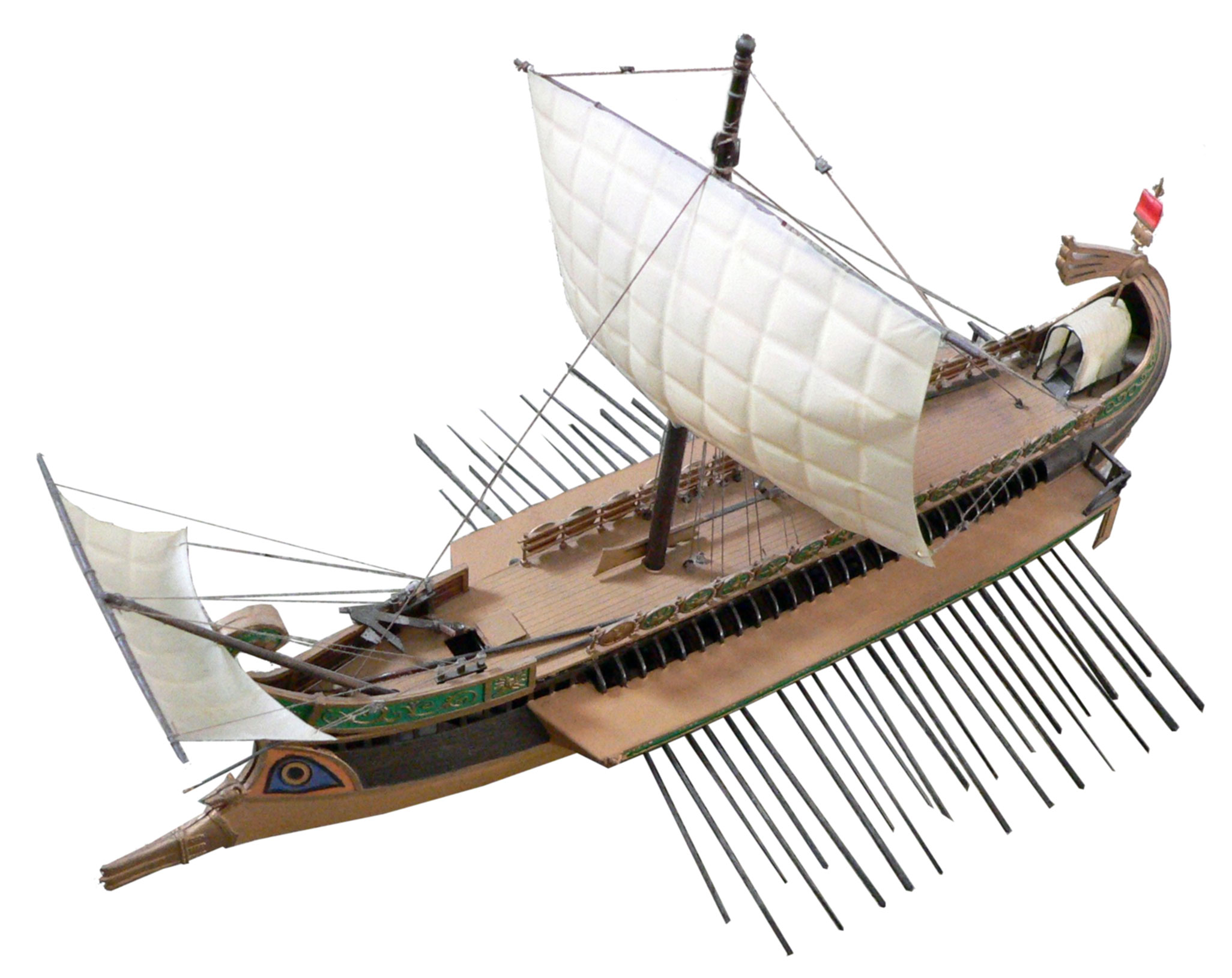
Két evezősoros római hadihajó (Biremis) modellje
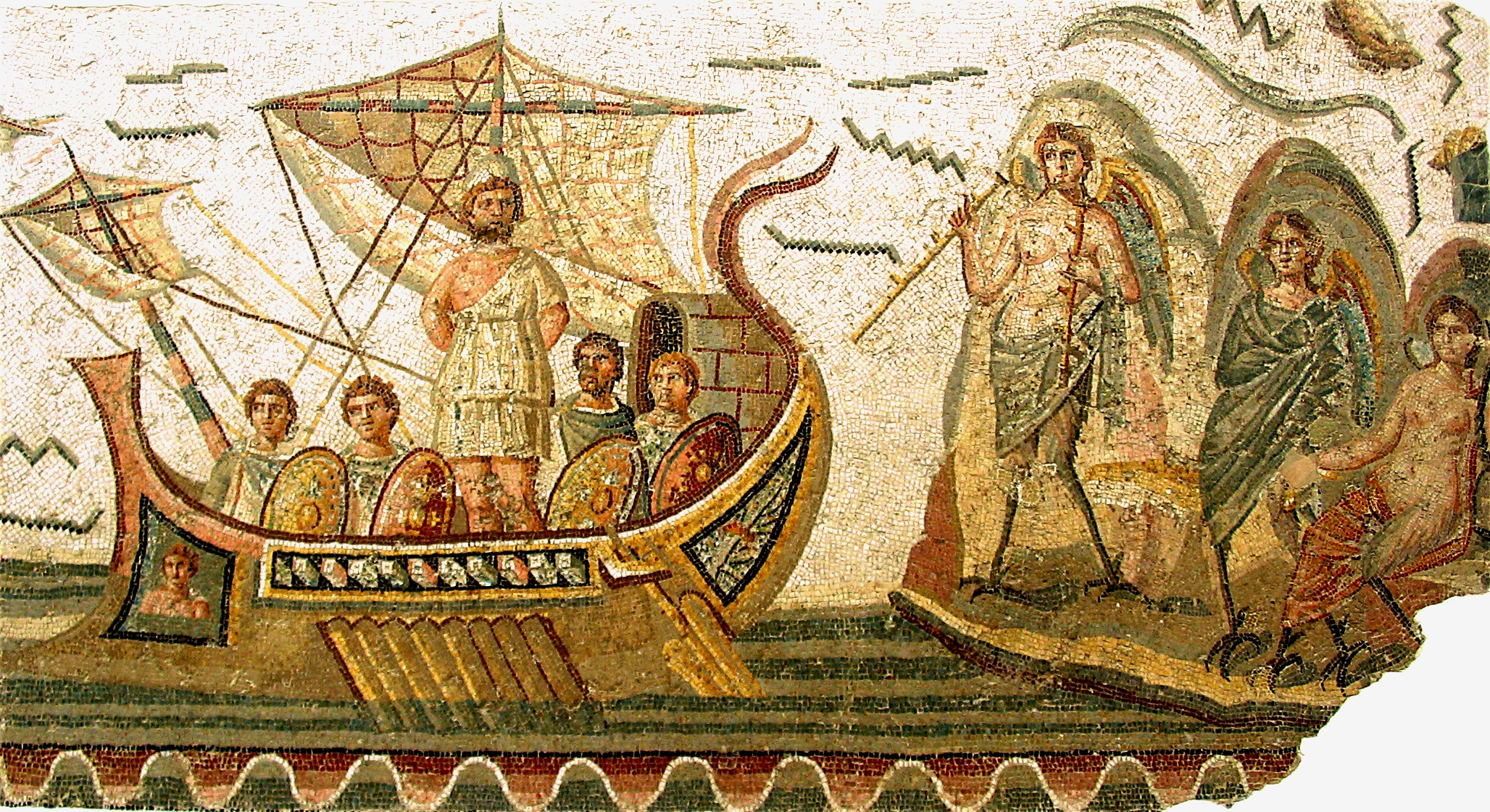
Római gályáról készült mozaik